# Anton Demčenko
Anton Aleksandrovič Demčenko (rusko Антон Александрович Демченко), ruski šahovski velemojster.
Demčenko od leta 2023 igra za Slovenijo.
Bil je udeleženec boja za svetovnega šahovskega prvaka leta 2017.
Sodeloval je na 45. šahovski olimpijadi leta 2024 v Budimpešti, kjer je slovenska ekipa osvojila 9. mesto.